# 阿里·多明格斯
阿里·多明格斯（西班牙語： [aˈli doˈmiŋɡes]，1992年3月7日—2019年3月6日）為委內瑞拉記者、學運人士和政黨領袖。其在2019年被謀殺，警方相信出於政治動機。

## 早年
多明格斯有四個兄弟姊妹，至少其中一人不同意其政治立場和行動。
多明格斯於委內瑞拉玻利華大學修讀社會溝通，雖然達到畢業要求，但因揭發大學管理不善而不被容許畢業。

## 職業生涯

### 政治人物
多明格斯的立場與查韋斯主義相似，並支持烏戈·查維茲，但多次反對尼古拉斯·马杜罗。多明格斯為大學生時，其開始發聲抗議大學貪污問題，亦令他受到死亡恐嚇，更多次遭到大學管理層所聘請的匿名人士襲擊。多明格斯逝世之時，其仍然奉行查韋斯主義的政黨「挑戰－全民運動」（西班牙語：Movimiento Amplio Desafío de Todos）的領袖，間中參與反馬杜羅的示威活動。

### 記者
作為一名記者，多明格斯曾經調查國內貪污問題，多次接觸大型政黨並討論與馬杜羅有聯繫的貪污案件。

## 失蹤與被殺
2019年2月28日，多明格斯與加拉加斯的義工就運送人道物資到國內進行會面，會議結束後便突然失蹤。其家人嘗試向警方報告失蹤人口時亦被拒絕，理由為多明格斯的反對派人士角色和現時的政治氛圍。
3月1日早上，多明格斯在藩市法哈多高速公路旁被發現，其後被送往多明哥盧燦尼醫院。據知多明格斯最後被發現的地點為洛斯科爾蒂霍斯。當多明格斯被發現時，其家人亦並非即時獲通知。
3月3日，他們隨即發起社交媒體運動，以「#QueAparezcaAliDominguez」（希望阿里多明格斯會出現）的Hashtag向警方施壓，家人亦嘗試到醫院尋找多明格斯，但當醫院職員得悉家人要找的是多明格斯時，便拒絕他們的請求。
3月5日，醫生首次向家人證實多明格斯接受治療。但昏迷的多明格斯於3月6日早上離世。警方認為死因為謀殺，並指出頭骨破裂、鼻骨和數個肢體被打斷，牙齒被拔走。但警方沒有公布兇手的身份。據知，多明格斯在失蹤前收到越來越多的死亡恐嚇。

### 回應
- 前美國駐委內瑞拉大使（英语：List of ambassadors of the United States to Venezuela）查爾斯·夏皮羅（英语：Charles S. Shapiro）表示事件是政府意圖「抑制」反對派聲音，因為政府「不知道做甚麼」才可以挽回不斷下跌的公信力。
- 《福斯新聞頻道》報道指委內瑞拉國內有900名政治犯，其中36人是記者，質問為何只有多明格斯死去之後，各方才會感到憤慨[9]。
- 瓜伊多臨時政府的委內瑞拉駐美國大使卡洛斯·維奇奧（英语：Carlos Vecchio）表示「強烈譴責記者阿里·多明格斯被謀殺」，並感謝其揭發馬杜羅政府的貪污問題，又讚揚他即使作為查韋斯主義者，都願意站在反政府的陣營[6]。
- 臨時總統瓜伊多所屬的人民意志政黨呼籲進行「全面調查」[5]。
- 科學，刑事和刑事調查機構（英语：Cuerpo de Investigaciones Científicas, Penales y Criminalísticas）已經展開調查。
- 多明格斯的家人和朋友指出多明格斯明顯是「蓄意被殺」，對此不感意外。